# 耳柄过路黄
耳柄过路黄（学名：Lysimachia otophora）为报春花科珍珠菜属的植物，为中国的特有植物。分布于中国大陆的广西、云南等地，生长于海拔700米至1,700米的地区，见于山谷溪边密林下，目前尚未由人工引种栽培。

## 别名
耳柄假獐牙菜（云南热带亚热带植物区系研究报告）